# Schöningen
Schöningen is een gemeente in de Duitse deelstaat Nedersaksen, en maakt deel uit van het Landkreis Helmstedt. Schöningen telt 11.214 inwoners.

## Geologie en archeologie
In een groot complex van dagbouwbruinkoolmijnen zijn grote profielen ontsloten geweest waarin sedimenten te zien waren die tijdens verschillende Midden- en Laat Pleistocene glacialen en interglacialen zijn afgezet. Van deze plaats werden twee nieuwe laat Midden Pleistocene interglacialen beschreven: het Schöningen - en het Reinsdorf Interglaciaal. In de groeve werden veel archeologische vondsten gedaan. Daarvan zijn de houten speren uit het Reinsdorf Interglaciaal het bekendst geworden. Het zijn de oudst gekende houten gebruiksvoorwerpen.. De laatste mijn, dagbouw Schöningen, werd in augustus 2016 gesloten.

## Geboren in Schöningen
- Willigis (ca. 940-1011), aartsbisdchop van Mainz

- Bibliothèque nationale de France: cb13612131v (data)
- Gemeinsame Normdatei: 4106620-0
- Library of Congress Control Number: n82107979
- MusicBrainz: 07305af1-6195-4541-9140-20bde243294a
- Nationale Bibliotheek van Israël: 987007557566905171
- Virtual International Authority File: 125513329
- WorldCat: E39PBJfCrCgfYxmVhG8BcFKjmd

Bahrdorf · 
Beierstedt · 
Büddenstedt · 
Danndorf · 
Frellstedt · 
Gevensleben · 
Grafhorst · 
Grasleben · 
Groß Twülpstedt · 
Helmstedt · 
Ingeleben · 
Jerxheim · 
Königslutter am Elm · 
Lehre · 
Mariental · 
Querenhorst · 
Räbke · 
Rennau · 
Schöningen · 
Söllingen · 
Süpplingen · 
Süpplingenburg · 
Twieflingen · 
Velpke · 
Warberg · 
Wolsdorf